# MGMT (álbum)
MGMT es el tercer álbum de estudio de la banda estadounidense homónima de rock psicodélico, lanzado el 17 de septiembre del 2013. Cuenta con una variedad de elementos visuales únicos para acompañar e iluminar la nueva música a través de "The Optimizer", que ofrece a los oyentes una experiencia de escucha al mismo tiempo sonora y óptica con vídeo y trabajo CGI, y está disponible como parte de un paquete de disco mejorada en todos los formatos comerciales.

## Historia
En febrero de 2010 la banda grabó el álbum. El 27 de septiembre de 2010, en una entrevista por Spin, la banda dijo que tendrían menos libertad en este álbum, ya que la discográfica Columbia no había quedado contenta con la recepción del segundo álbum, Congratulations. Más tarde, MGMT negó tales declaraciones.
En una entrevista con American Songwriter publicado el 8 de noviembre de 2010, VanWyngarden y Goldwasser dijeron que tercer álbum será un título epónimo, y que «usualmente si dijeron algo y consiguen publicarlo, lo pegaremos. Esto es lo que pasa con Congratulations». Sobre el concepto del álbum, Goldwasser dijo: «Algo que sería divertido que hacer es tener un buen número de canciones en el álbum que fácilmente se puede extender o secciones que podría convertirse en un verdadero trance-y, algo repetitivo en vivo». Cuando hicieron un performance en Argentina el 22 de enero de 2011, IN 2012 the band siad they will ahve. a David Bowie cover on it fohr MGMT cover ofhrohte David obiwe  dijeron a Rocktails que están trabajando en algunos sonidos, pero todavía no tienen una idea clara.
El 28 de febrero de 2011, el grupo explicó a Coup de Main que estarán en una gira hasta abril, cuando ellos comienzan a trabajar en demos para su tercer álbum. El 30 de marzo de 2011, dijeron que el sonido del álbum será divertido y recompensable. MGMT  new laubm is out in 10 de noviembre de 2013, 2010 
El 25 de junio de 2013, se anuncia en el sitio web oficial de MGMT, que la fecha de publicación del nuevo álbum será el 17 de septiembre del mismo año.

## Lista de canciones
Todas las letras escritos por Andrew VanWyngarden, toda la música compuesta por Andrew VanWyngarden y Ben Goldwasser, salvo que se enumeran.
MGMT

| N.º | Título                             | Duración |  |
| 1.  | «Alien Days»                       | 5:09     |  |
| 2.  | «Cool Song N.º 2»                  | 4:01     |  |
| 3.  | «Mystery Disease»                  | 4:08     |  |
| 4.  | «Introspection» (Faine Jade cover) | 4:22     |  |
| 5.  | «Your Life is a Lie»               | 2:06     |  |
| 6.  | «A Good Sadness»                   | 4:48     |  |
| 7.  | «Astro-Mancy»                      | 5:11     |  |
| 8.  | «I Love You Too, Death»            | 5:50     |  |
| 9.  | «Plenty of Girls in the Sea»       | 3:04     |  |
| 10. | «An Orphan of Fortune»             | 5:31     |  |

## Personal

### Producción
- Dave Fridmann – coproducción, ingeniería, mezcla
- MGMT – coproducción

### Música
- Andrew VanWyngarden – voces, guitarras
- Ben Goldwasser – sintetizadores y samples